# Hein Fuchter

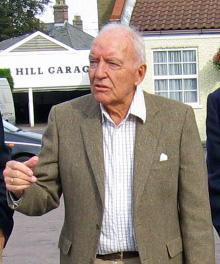
Op bezoek in Gorleston-on-Sea

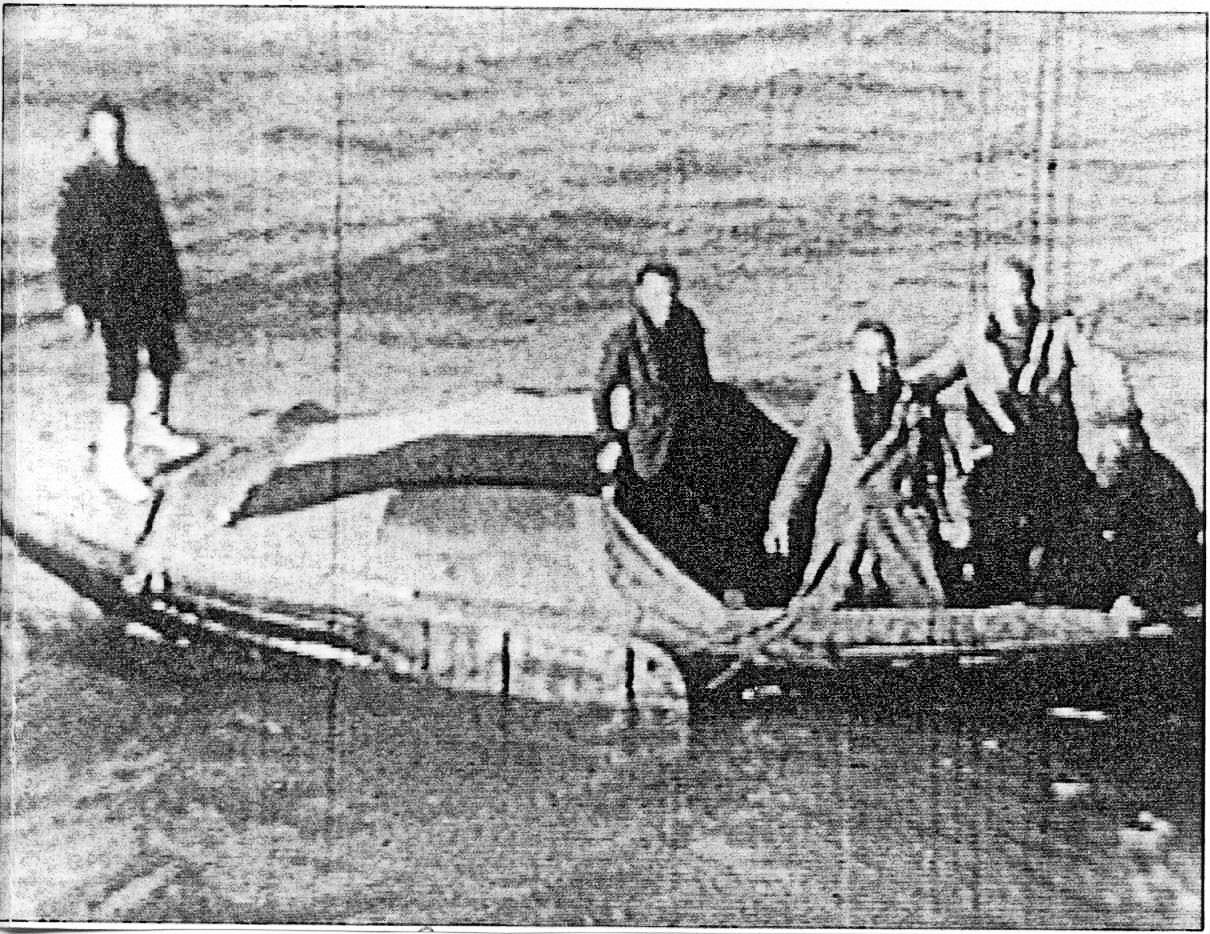
Aankomst in Engeland.
Hein Fuchter staat op de boeg.

Johan Hendrik Gaspard (Hein) Fuchter (Buitenzorg, Nederlands-Indië, 16 april 1921 – Mosman Park (West-Australië), 5 oktober 2016) was een Nederlands Engelandvaarder.
Fuchter is de zoon van de latere burgemeester van Soerabaja Willem Anton Hendrik Fuchter (1887-1977) en Alice Blanche Eleonora Ockerse (1888-1966). Hij studeerde geologie aan de Universiteit van Amsterdam toen de Tweede Wereldoorlog uitbrak. Om naar Engeland te kunnen gaan stal hij met zijn clubgenoot Flip Winckel benzine van de Wehrmacht. John Osten regelde via zijn vader, viceadmiraal Johannes Osten, goede zeekaarten.
Toen de boot klaar was, werd hij naar Puttershoek gebracht voor een aantal proefvaarten. Op 17 februari 1944 wilden ze vertrekken. Winckel stond op het laatste moment zijn plaats af aan prof. Wander de Haas, die smeerolie voor de motor leverde, en Harry Isbrücker, een zeeofficier die door het verzet naar voren werd geschoven. Ze gingen via het Spui naar het Haringvliet. Het tij viel, en ze liepen aan de grond bij de Hoornsche Hoofden bij Hellevoetsluis. Toen ze weer los kwamen, werd de boot verstopt. De professor was ziek en ging terug naar Leiden en de zeeofficier vond het onverantwoord en verdween.
Op 23 februari 1944 ging Winckel wel mee, en ze vertrokken weer over het Haringvliet. Aan boord waren verder ook Osten, Edzard Moddemeijer en Henk Baxmeier. Een Duits wachtschip zocht het wateroppervlak af, maar stopte met deze actie toen Radio Calais de stem van der Führer ten gehore gaf. Zo ontsnapten ze naar open zee. Op 24 februari haalde Rescue Launch 185 van de RAF hen 65 km ten oosten van Great Yarmouth uit zee op; ze kregen thee, sigaretten en appels. Zelf hadden ze een fles jenever meegenomen voor hun redders.
Captain Anthony J. Hardy van de 8th USAAF Bomber Command te High Wycombe legde de RAF-redding op 16mm-film vast, denkend dat het een reddingsactie betrof van de bemanning van een neergeschoten Amerikaans vliegtuig. Toen bleek dat het 'maar' Nederlanders waren, kregen zij de 16mm-film.
Nadat ze waren overgestapt, werd hun bootje met het boordgeschut tot zinken gebracht en de bemanning naar Lowestoft gevaren.
Op 26 mei 1944 kreeg Fuchter van koningin Wilhelmina het Bronzen Kruis, samen met de andere vier heren.

## Na de oorlog
Als geoloog heeft Fuchter jaren door Afrika gereisd, eerst Noord-Afrika, toen de westkust, de oostkust, de binnenlanden en Zuid-Afrika. Daarna reisde hij naar Azië. Hij is later naar Australië geëmigreerd, waar hij op 95-jarige leeftijd overleed .
In september 2007 zagen Fuchter, Winckel en Osten elkaar voor het eerst in 63 jaar weer. Samen herdachten ze hun redding bij het RAF Air Sea Rescue Memorial aan de Brush quay in Gorleston-on-Sea.
Op 10 mei 2011 onthulde hij in het Stadsmuseum Leidschendam-Voorburg een model van de vlet die hen veilig naar Engeland had gebracht.